# Biegus rdzawoszyi
Biegus rdzawoszyi (Calidris ruficollis) – gatunek małego, wędrownego ptaka z rodziny bekasowatych (Scolopacidae). Nie wyróżnia się podgatunków.
Zasięg występowaniaWystępuje w północnej i północno-wschodniej Syberii – od półwyspu Tajmyr po Półwysep Czukocki; sporadycznie w zachodniej i północnej Alasce. Zimuje na obszarze od wschodnich Indii, Mjanmy, południowych Chin i Tajwanu przez Filipiny i Indonezję po Wyspy Salomona, Australię i Nową Zelandię. Sporadycznie zalatuje też w inne rejony świata – odnotowywano go m.in. w Europie Zachodniej i Północnej, Afryce czy na Bliskim Wschodzie.
BiotopW sezonie lęgowym zamieszkuje tundrę. Poza sezonem lęgowym zasiedla głównie przybrzeżne i pływowe watty, osłonięte zatoki i laguny, a także słodkowodne, słonawe i słone mokradła, czasami także piaszczyste plaże i skaliste wybrzeża.
Wymiary średnieDługość ciała 13–16 cm, masa ciała 18–51 g, rozpiętość skrzydeł 29–33 cm.
LęgiGatunek monogamiczny. Gniazduje w małych, luźnych grupach o zagęszczeniu 4–6 do 28 par/km². Gniazdo stanowi płytkie zagłębienie w ziemi bądź na kępie mchu w skalistej tundrze. Zwykle wyłożone jest liśćmi z pobliskich karłowatych wierzb. Ptak wyprowadza jeden lęg w roku, składając w czerwcu 3–4 jaja koloru oliwkowego z brązowym plamkowaniem. W przypadku utraty lęgu może wyprowadzić kolejny. Wysiadują oboje rodzice przez około 3 tygodnie. Pisklęta opuszczają gniazdo wkrótce po wykluciu.
PożywienieW sezonie lęgowym owady i ich larwy, nasiona. Poza sezonem lęgowym skorupiaki, owady, mięczaki, robaki.
StatusMiędzynarodowa Unia Ochrony Przyrody (IUCN) od 2015 roku uznaje biegusa rdzawoszyjego za gatunek bliski zagrożenia (NT – Near Threatened); wcześniej, od 1988 roku miał on status najmniejszej troski (LC – Least Concern). Za największe zagrożenie dla tego gatunku uznaje się utratę siedlisk w rejonie Morza Żółtego, wykorzystywanych przez ptaki jako miejsce postoju w trakcie wędrówek. W 2015 roku populacja liczyła około 315 000 dorosłych osobników, z czego około 270 000 zimowało w Australii.